# Cypr na Zimowych Igrzyskach Olimpijskich 1998
Cypr na Zimowych Igrzyskach Olimpijskich 1998 reprezentował jeden zawodnik – narciarz alpejski Andreas Wasili.

## Narciarstwo alpejskie
| Zawodnik       | Konkurencja                 | Konkurencja                 | Konkurencja                 | Konkurencja                 |
| Zawodnik       | Slalom specjalny            | Slalom specjalny            | Slalom specjalny            | Slalom specjalny            |
| Zawodnik       | Czas 1. przejazdu           | Czas 2. przejazdu           | Czas łączny                 | Pozycja                     |
| -------------- | --------------------------- | --------------------------- | --------------------------- | --------------------------- |
| Andreas Wasili | Nie ukończył 1-go przejazdu | Nie ukończył 1-go przejazdu | Nie ukończył 1-go przejazdu | Nie ukończył 1-go przejazdu |